# Luigi Borghetti
Luigi Borghetti (nascido em 31 de janeiro de 1943) é um ex-ciclista italiano, ativo entre 1967 e 1977. Na Cidade do México 1968 ele competiu no tandem (2 km) e terminou em quarto lugar, juntamente com Walter Gorini. No mesmo ano, ele ganhou o título mundial na velocidade.